# Orizișta Țalapița
Orizișta Țalapița este o arie protejată (arie de protecție specială avifaunistică — SPA) din Bulgaria întinsă pe o suprafață de 3.674,62 ha, integral pe uscat.

## Localizare
Centrul sitului Orizișta Țalapița este situat la coordonatele 42°13′13″N 24°33′30″E / 42.220278°N 24.558333°E.

## Înființare
Situl Orizișta Țalapița a fost declarat arie de protecție specială avifaunistică în martie 2007 pentru a proteja 53 de specii de animale.

## Biodiversitate
Situată în ecoregiunea continentală, aria protejată nu include niciun habitat protejat.
La baza desemnării sitului se află mai multe specii protejate de  păsări (53): pescăruș albastru (Alcedo atthis), rață mare (Anas platyrhynchos), rață cârâitoare (Anas querquedula), fâsă-de-câmp (Anthus campestris), stârc cenușiu (Ardea cinerea), rața moțată (Aythya fuligula), rață roșie (Aythya nyroca), buhai de baltă (Botaurus stellaris), pasărea ogorului (Burhinus oedicnemus), șorecarul comun (Buteo buteo), șorecar mare (Buteo rufinus), Calidris alba, fugaci roșcat (Calidris ferruginea), chirighiță-cu-obraz-alb (Chlidonias hybridus), barză albă (Ciconia ciconia), barză neagră (Ciconia nigra), șerpar (Circaetus gallicus), erete de stuf (Circus aeruginosus), erete vânăt (Circus cyaneus), erete cenușiu (Circus pygargus), cristeiul de câmp (Crex crex), ciocănitoarea de stejar (Dendrocopos medius), ciocănitoare de grădină (Dendrocopos syriacus), egretă albă (Egretta alba), egretă mică (Egretta garzetta), șoim dunărean (Falco cherrug), șoim călător (Falco peregrinus), vânturel roșu (Falco tinnunculus), vânturel de seară (Falco vespertinus), lișiță (Fulica atra), becațină comună (Gallinago gallinago), găinușă de baltă (Gallinula chloropus), ciovlica roșcată (Glareola pratincola), acvilă pitică (Hieraaetus pennatus), piciorong (Himantopus himantopus), stârc pitic (Ixobrychus minutus), sfrâncioc roșiatic (Lanius collurio), pescăruș argintiu (Larus cachinnans), sitar de mâl (Limosa limosa), ciocârlie de bărăgan (Melanocorypha calandra), gaia neagră (Milvus migrans), stârc de noapte (Nycticorax nycticorax), viespar (Pernis apivorus), cormoran mic (Phalacrocorax pygmeus), țigănuș (Plegadis falcinellus), ploier argintiu (Pluvialis squatarola), cresteț cenușiu (Porzana parva), cresteț pestriț (Porzana porzana), Porzana pusilla, fluierar de mlaștină (Tringa glareola), fluierarul de zăvoi (Tringa ochropus), fluierarul cu picioare roșii (Tringa totanus), nagâț (Vanellus vanellus)
Pe lângă speciile protejate, pe teritoriul sitului au mai fost identificate 4 specii de păsări.